# Joe Pera
Joseph Pera (n. 24 iulie 1988, Buffalo, New York, SUA) este un comedian, scriitor și actor american.
Este cunoscut ca creator și actor principal al serialului Joe Pera Talks with You⁠(d) difuzat la Adult Swim, care a fost produs ca urmare a succesului filmulețelor din 2016 intitulate Joe Pera Talks You to Sleep și a durat trei sezoane.

## Tinerețe și studii
Joe Pera s-a născut în Buffalo, New York și a crescut în suburbia Amherst⁠(d). Părinții săi, David și Catherine Pera, dețin o companie de schelărie⁠(d). Bunicii din partea tatălui sunt Joseph L. Pera, pompier, și Josephine Pera (născută Rizzo), casnică. Joe Pera a implicat-o pe bunica sa în filmulețele sale umoristice.
A studiat filmul la Ithaca College⁠(d), unde a participat la concursul de stand-up al colegiului și l-a câștigat de trei ori. A absolvit acest colegiu în 2010. S-a mutat la New York pentru a se ocupa de comedie și a participat frecvent la seri ale microfonului deschis⁠(d).

## Carieră
Cunoscut pentru dicția sa lentă, de „bunic sfătos”, și pentru înclinația pentru a purta pulovere, Pera a creat o serie de filmulețe pentru canalul de televiziune Adult Swim intitulată Joe Pera Talks You to Sleep (din engleză „Joe Pera îți vorbește până adormi”). Ulterior a fost invitat la Late Night with Seth Meyers⁠(d) și a creat încă un filmuleț pentru Adult Swim, intitulat Joe Pera Helps You Find the Perfect Christmas Tree („Joe Pera te ajută să alegi cel mai bun pom de Crăciun”). Datorită succesului acestor lucrări (toate produse de Chestnut Walnut, o companie fondată de el însuși în colaborare cu Conner O'Malley⁠(d)), Pera a dezvoltat un serial de televiziune pentru Adult Swim, care a avut premiera la 20 mai 2018, intitulat Joe Pera Talks with You⁠(d) („Joe Pera îți vorbește”). A apărut în talk-show-urile Conan⁠(d), la 28 martie 2017, și The Late Show with Stephen Colbert⁠(d), la 4 decembrie 2019. În 2021, Joe Pera a lansat o carte intitulată A Bathroom Book for People Not Pooping or Peeing but Using the Bathroom as an Escape, („O carte de stat pe budă nu pentru caca sau pipi dar pentru folosirea WC-ului ca metodă de escapism”) ilustrată de Joe Bennett.
La 31 ianuarie 2023, Joe și Chestnut Walnut au anunțat lansarea unui podcast destinat oamenilor care vor să adoarmă, numit Drifting Off With Joe Pera („Ațipind cu Joe Pera”), cu o atmosferă similară seriei „Talks You To Sleep”. La 6 octombrie 2023, Pera a lansat pe YouTube un spectacol de standup de 56 de minute intitulat Joe Pera: Slow and Steady („Joe Pera: Încet dar sigur”).

## Viață personală și convingeri
Într-un videoclip pe canalul său de YouTube, Pera și-a exprimat susținerea pentru candidatul democrat la funcția de primar al orașului Buffalo la alegerile din 2021, India Walton⁠(d).

## Filmografie

### Film
| An   | Titlu                                              | Rol                    | Note |
| ---- | -------------------------------------------------- | ---------------------- | ---- |
| 2016 | 5 Doctors                                          | Davis                  |      |
| 2017 | Snowy Bing Bongs Across the North Star Combat Zone | Jim                    |      |
| 2023 | Elemental                                          | Fern Grouchwood (voce) |      |

### Televiziune
| An      | Titlu                                              | Rol                 | Note                                                                     |
| ------- | -------------------------------------------------- | ------------------- | ------------------------------------------------------------------------ |
| 2013–14 | The Chris Gethard Show⁠(d)                          | Zero Fucks Boyd     | 4 episoade                                                               |
| 2014    | New Timers                                         | Myron               | 2 episoade                                                               |
| 2016    | Joe Pera Talks You to Sleep                        | el însuși           | serie de episoade scurte                                                 |
| 2016    | Joe Pera Helps You Find the Perfect Christmas Tree | el însuși           |                                                                          |
| 2017    | Conan⁠(d)                                           | el însuși           | 28 martie                                                                |
| 2018–21 | Joe Pera Talks with You⁠(d)                         | el însuși           | 32 episoade; de asemenea autorul ideii, producător executiv și scenarist |
| 2019    | The Late Show with Stephen Colbert⁠(d)              | el însuși           | 4 decembrie                                                              |
| 2019    | Late Night with Seth Meyers⁠(d)                     | el însuși           | 18 decembrie                                                             |
| 2020    | Relaxing Old Footage with Joe Pera                 | el însuși           | episod special                                                           |
| 2020    | F Is for Family⁠(d)                                 | Alaquippa Ed (voce) | 6 episoade                                                               |
| 2022    | Search Party⁠(d)                                    | Dr. Inane           | episodul „Song of Songs”                                                 |
| 2022    | Bob's Burgers⁠(d)                                   | Christopher (voce)  | episodul „Ferry on My Wayward Bob and Linda”                             |

### YouTube
| An   | Titlu                      | Rol       | Note                                                     |
| ---- | -------------------------- | --------- | -------------------------------------------------------- |
| 2014 | The Perfect Week           | el însuși | mini-serial de 7 episoade (plus trailer) pe canalul JASH |
| 2014 | Pancake Breakfast Critic   | el însuși | mini-serial de 3 episoade pe canalul MTV                 |
| 2015 | How To Make It in USA      | el însuși | mini-serial de 9 episoade în comun cu Conner O'Malley⁠(d) |
| 2021 | Townsends                  | el însuși | apare în 7 episoade                                      |
| 2023 | Stavvy's World             | el însuși | episodul 21: „Dan Licata and Joe Pera”                   |
| 2023 | Drifting Off with Joe Pera | el însuși | mini-serial în colaborare cu alții                       |

### Podcast
| An   | Podcast                    | Episod | Titlu                                                | Invitați                |
| ---- | -------------------------- | ------ | ---------------------------------------------------- | ----------------------- |
| 2023 | Drifting Off With Joe Pera | toate  | multiple                                             | el însuși și alții      |
| 2023 | Mal Posso Esperar          | #13    | Electric Toothbrushes & Overhead Shots with Joe Pera | el însuși               |
| 2023 | Stavy's World              | #21    | Dan Licata and Joe Pera                              | el însuși și Dan Licata |